# Capasa chlorosticha
Capasa chlorosticha là một loài bướm đêm trong họ Geometridae.